# Veprîk, Bobrovîțea
Veprîk (în ucraineană Веприк) este o comună în raionul Bobrovîțea, regiunea Cernihiv, Ucraina, formată numai din satul de reședință.

## Demografie
Componența lingvistică a comunei Veprîk
     Ucraineană (98,83%)
     Alte limbi (1,17%)
Conform recensământului din 2001, majoritatea populației comunei Veprîk era vorbitoare de ucraineană (98,83%), existând în minoritate și vorbitori de alte limbi.